# Kōstas Stafylidīs
Kōnstantinos Stafylidīs, detto Kōstas (in greco: Κωνσταντίνος "Κώστας" Σταφυλίδης; Salonicco, 2 dicembre 1993), è un calciatore greco, difensore dell'APOEL.

## Caratteristiche tecniche
Terzino con eccellenti doti atletiche e un potente sinistro, era considerato una promessa del calcio greco.

## Carriera

### Club

#### PAOK Salonicco
A partire dall'età di 12 anni si aggrega al settore giovanile del PAOK. Il 20 novembre 2011 ,all'età di 17 anni, debutta nella massima divisione greca contro il Panaitolikos, partita nella quale compie due assist. Nel corso del tempo riesce a guadagnarsi un posto da titolare nella squadra, tanto che il presidente del club Zīsīs Vryzas decide di rinnovare il contratto del giocatore, che prevedeva una permanenza nel club fino al 2016 con ulteriore aumento di stipendio, fissando la sua clausola rescissoria a 1,5 milioni di euro.

#### Bayer Leverkusen e prestito al Fulham
Dopo essersi messo in mostra durante gli europei di calcio under-19 del 2012, attira l'attenzione del Bayer Leverkusen. Dopo settimane di trattative il club ha accettato l'offerta della società tedesca, che prevedeva l'acquisto del giocatore per 1,5 milioni di euro. Tuttavia rimane in prestito al PAOK fino al termine della stagione 2012-2013.
Nel 2013-2014 viene aggregato alla rosa del Leverkusen. In terra tedesca trova poco spazio e il 9 luglio 2014 viene ceduto in prestito al Fulham.

#### Augusta e prestito allo Stoke City
A fine prestito fa ritorno al Bayer, che il 20 agosto 2015 lo cede a titolo definitivo all'Augusta.
Nel 2017-2018 trova poco spazio, anche a causa di problemi fisici, indi per cui il 18 gennaio 2018 viene ceduto in prestito allo Stoke City.

#### Hoffenheim e prestito al Bochum
Il 15 maggio 2019 viene acquistato dall'Hoffenheim.
Dopo due anni in cui ha trovato poco spazio anche a causa degli infortuni (in particolare nella stagione 2020-2021, in cui si è infortunato a settembre in nazionale, è rientrato a febbraio salvo infortunarsi dopo pochi giorni), il 31 luglio 2021 è stato ceduto in prestito al neopromosso Bochum.

### Nazionale
Dopo aver partecipato al campionato europeo di calcio under-19, fa il suo debutto con la nazionale maggiore in una partita amichevole contro l'Irlanda il 14 novembre 2012, in cui la Grecia ha vinto 1-0.

## Statistiche

### Presenze e reti nei club
Statistiche aggiornate al 20 maggio 2023.
| Stagione                | Squadra                 | Campionato              | Campionato | Campionato | Coppe nazionali | Coppe nazionali | Coppe nazionali | Coppe continentali | Coppe continentali | Coppe continentali | Altre coppe | Altre coppe | Altre coppe | Totale | Totale |
| Stagione                | Squadra                 | Comp                    | Pres       | Reti       | Comp            | Pres            | Reti            | Comp               | Pres               | Reti               | Comp        | Pres        | Reti        | Pres   | Reti   |
| ----------------------- | ----------------------- | ----------------------- | ---------- | ---------- | --------------- | --------------- | --------------- | ------------------ | ------------------ | ------------------ | ----------- | ----------- | ----------- | ------ | ------ |
| 2011-2012               | PAOK                    | SL                      | 11+5       | 0          | CG              | 1               | 0               | UEL                | 3                  | 0                  | -           | -           | -           | 20     | 0      |
| 2012-2013               | PAOK                    | SL                      | 18+3       | 1          | CG              | 3               | 1               | UEL                | 0                  | 0                  | -           | -           | -           | 24     | 2      |
| Totale PAOK             | Totale PAOK             | Totale PAOK             | 29+8       | 1          |                 | 4               | 1               |                    | 3                  | 0                  |             | -           | -           | 44     | 2      |
| 2013-2014               | Bayer Leverkusen        | BL                      | 1          | 0          | CG              | 0               | 0               | UCL                | 0                  | 0                  | -           | -           | -           | 1      | 0      |
| 2014-2015               | Fulham                  | FLC                     | 38         | 0          | FACup+CdL       | 4+2             | 0               | -                  | -                  | -                  | -           | -           | -           | 44     | 0      |
| ago. 2015               | Bayer Leverkusen        | BL                      | 0          | 0          | CG              | 0               | 0               | UCL+UEL            | 0                  | 0                  | -           | -           | -           | 0      | 0      |
| Totale Bayer Leverkusen | Totale Bayer Leverkusen | Totale Bayer Leverkusen | 1          | 0          |                 | 0               | 0               |                    | 0                  | 0                  |             | -           | -           | 1      | 0      |
| ago. 2015-2016          | Augusta                 | BL                      | 11         | 1          | CG              | 1               | 0               | UEL                | 4                  | 0                  | -           | -           | -           | 16     | 1      |
| 2016-2017               | Augusta                 | BL                      | 27         | 4          | CG              | 2               | 0               | -                  | -                  | -                  | -           | -           | -           | 29     | 4      |
| 2017-gen. 2018          | Augusta                 | BL                      | 2          | 0          | CG              | 0               | 0               | -                  | -                  | -                  | -           | -           | -           | 2      | 0      |
| gen.-giu. 2018          | Stoke City              | PL                      | 5          | 0          | FACup+CdL       | 0               | 0               | -                  | -                  | -                  | -           | -           | -           | 5      | 0      |
| 2018-2019               | Augusta                 | BL                      | 12         | 0          | CG              | 2               | 0               | -                  | -                  | -                  | -           | -           | -           | 14     | 0      |
| Totale Augusta          | Totale Augusta          | Totale Augusta          | 52         | 5          |                 | 5               | 0               |                    | 4                  | 0                  |             | -           | -           | 61     | 5      |
| 2019-2020               | Hoffenheim              | BL                      | 7          | 1          | CG              | 0               | 0               | -                  | -                  | -                  | -           | -           | -           | 7      | 1      |
| 2020-2021               | Hoffenheim              | BL                      | 0          | 0          | CG              | 0               | 0               | UEL                | 0                  | 0                  | -           | -           | -           | 0      | 0      |
| Totale Hoffenheim       | Totale Hoffenheim       | Totale Hoffenheim       | 7          | 1          |                 | 0               | 0               |                    | 0                  | 0                  |             | -           | -           | 7      | 1      |
| ago. 2021-2022          | Bochum                  | BL                      | 24         | 0          | CG              | 2               | 0               | -                  | -                  | -                  | -           | -           | -           | 26     | 0      |
| 2022-2023               | Bochum                  | BL                      | 19         | 0          | CG              | 0               | 0               | -                  | -                  | -                  | -           | -           | -           | 19     | 0      |
| Totale Bochum           | Totale Bochum           | Totale Bochum           | 43         | 0          |                 | 2               | 0               |                    | -                  | -                  |             | -           | -           | 45     | 0      |
| Totale carriera         | Totale carriera         | Totale carriera         | 183        | 7          |                 | 17              | 1               |                    | 7                  | 0                  |             | -           | -           | 207    | 8      |